# Marshallville (Ohio)
Marshallville es una villa ubicada en el condado de Wayne en el estado estadounidense de Ohio. En el Censo de 2010 tenía una población de 756 habitantes y una densidad poblacional de 510,3 personas por km².

## Geografía
Marshallville se encuentra ubicada en las coordenadas 40°54′00″N 81°43′58″O / 40.90000, -81.73278. Según la Oficina del Censo de los Estados Unidos, Marshallville tiene una superficie total de 1.48 km², de la cual 1.48 km² corresponden a tierra firme y (0%) 0 km² es agua.

## Demografía
Según el censo de 2010, había 756 personas residiendo en Marshallville. La densidad de población era de 510,3 hab./km². De los 756 habitantes, Marshallville estaba compuesto por el 98.41% blancos, el 0.26% eran afroamericanos, el 0.79% eran amerindios, el 0% eran asiáticos, el 0% eran isleños del Pacífico, el 0% eran de otras razas y el 0.53% pertenecían a dos o más razas. Del total de la población el 0.53% eran hispanos o latinos de cualquier raza.